# Voces (película de 2008)
Voices - A Near Death Experience (en español "Voces - una experiencia cercana a la muerte") es una película de género thriller estadounidense de 2008. Fue dirigida por Don Terry. La protagoniza la actriz Amy Acker, junto a Bronwen Booth, Steve Cumyn y John Ralston. 

## Argumento
Ellie es una mujer que se resiste a aceptar la muerte de Brendan Daly (James A. Woods), su marido, y, tras sufrir un desmayo en la inauguración del Museo del Ferrocarril, donde trabaja, pierde la memoria y sueña con Brendan. Al despertar conoce al espíritu de una niña que le pide ayuda para que sus padres sepan que no tienen la culpa, y con Dwayne, un guerrero de la Guerra de Vietnam, quien le pide ayuda para que su madre y su hermano acepten su muerte y le dejen irse. Mientras tanto, Taylor Nicholson (Bronwen Booth), es asesinada en su casa recibiendo dos tiros. El principal sospechoso de asesinato es su marido, Daniel Nicholson (Steve Cumyn). Cuando Daniel y su hijo Jamie se mudan al edificio de Ellie, ésta les conoce y simpatiza con ellos. Sin embargo, el espíritu de Taylor le pide ayuda para hacer justicia y mandar a Daniel a la cárcel. Por otro lado, el Dr. William Shaw, el hermano de Taylor, contrata a un policía privado para encontrar a Daniel. Ahora Ellie está metida en el caso Nicholson y debe descubrir la verdad, bajo la presión del fantasma de Taylor, y sin contar con la Justicia, aunque ella crea en la inocencia de Daniel.

## Reparto
| Actor                 | Personaje                      |
| --------------------- | ------------------------------ |
| Amy Acker             | Elleonor "Ellie" Daly          |
| Bronwen Booth         | Taylor Nicholson               |
| Steve Cumyn           | Daniel Nicholson / Dave Tanner |
| John Ralston          | Dr. William Shaw               |
| Howard Rosenstein     | Mike                           |
| Tony Robinow          | Sr. Valinsky                   |
| James A. Woods        | Brendan Daly                   |
| Benz Antoine          | Detective Brock                |
| Sarah Allen           | Maggie                         |
| Al Vandecruys         | Matthew Bradfield              |
| Norman Mikeal Berketa | Jeff Mader                     |